# Țepușă
Țepușa reprezenta o armă de apărare folosită mai ales în Evul Mediu. Aceasta apărea sub forma unei structuri a unei piramide cu trei sau patru fețe; având 3-4 pari ascuțiți pe care apărătorii îi aruncau după ziduri pentru a împiedeca înaintarea infanteriei și a berbecului. Astăzi ele sunt prezente pentru alt scop, ca metodă pentru spargerea pneurilor a unei mașini, de către poliție.